# Romanus Orjinta
Romanus Orjinta (12 agosto 1981 – Enugu, 31 dicembre 2014) è stato un calciatore nigeriano, di ruolo difensore.